# Nicola Peltz
Nicola Anne Peltz Beckham, född 9 januari 1995 i Westchester County, New York, USA, är en amerikansk skådespelare. Hon är mest känd för sin roll i som Katara i filmen The Last Airbender. Hon har även spelat Tessa i Transformers 4 2014.
Den 9 april 2022 gifte sig Peltz och Brooklyn Beckham i Palm Beach, Florida.

## Filmografi
| År    | Titel                           | Roll           | Anmärkning |
| ----- | ------------------------------- | -------------- | ---------- |
| 2006  | En lysande jul                  | Mackenzie      |            |
| 2008  | Harold                          | Becki          |            |
| 2008  | Righteous Kill                  | Lynn           |            |
| 2010  | The Last Airbender              | Katara         |            |
| 2012  | Eye of the Hurricane            | Renee Kyte     |            |
| 2013– | Bates Motel                     | Bradley Martin | TV-serie   |
| 2013  | Affluenza                       | Kate Miller    |            |
| 2014  | Transformers: Age of Extinction | Tessa          |            |